# (1859) Kovalevskaya
(1859) Kovalevskaya – planetoida z pasa głównego asteroid okrążająca Słońce w ciągu 5,75 lat w średniej odległości 3,21 j.a. Odkryta 4 września 1972 roku w Krymskim Obserwatorium Astrofizycznym w Naucznym przez Ludmiłę Żurawlową. Nazwa planetoidy pochodzi od Sofji Kowalewskiej – rosyjskiej matematyczki.